# Pteris serrulata
Pteris serrulata là một loài dương xỉ trong họ Pteridaceae. Loài này được Forssk. mô tả khoa học đầu tiên năm 1775.
Danh pháp khoa học của loài này chưa được làm sáng tỏ. 